# Ypsolopha blandella
Ypsolopha blandella is een vlinder uit de familie spitskopmotten (Ypsolophidae). De wetenschappelijke naam is voor het eerst geldig gepubliceerd in 1882 door Christoph.
De soort komt voor in Europa.